# Donje Žapsko
Donje Žapsko es un pueblo ubicado en el territorio de Vranje, en el distrito de Pčinja, Serbia.

## Superficie
Posee una superficie de 4,943 kilómetros cuadrados.

## Demografía
Hasta 2011 la población era de 339 habitantes, con una densidad de población de 68,58 habitantes por kilómetro cuadrado.